# 东北大行政区
东北行政区，简称东北大区、东北区，是1949年成立的一个大行政区，大区在中华人民共和国成立前夕前设立，1954年6月19日撤销，所属省级行政区由中央直辖。
东北行政区本级设中共中央东北局、东北行政委员会、东北军区三套班子，大区治所均设在沈阳市。东北行政区最高司法审判机关——最高人民法院东北分院亦设于沈阳市。

## 历史
1949年中华人民共和国成立时，东北行政区设沈阳市、鞍山市、抚顺市、本溪市等4个直辖市，辽东省、辽西省、吉林省、松江省、黑龙江省、热河省等6个省、旅大行署区1个行署区。
1950年10月5日，东北人民政府命令撤销旅大行署区，设立旅大市。调整后，东北行政区设5个直辖市、6个省。
1953年，中央决定将吉林省所辖的长春市，松江省所辖的哈尔滨市改由中央直辖。
1952年11月15日，中央人民政府决定撤销东北人民政府，设立东北行政委员会。
1954年6月19日，中央人民政府决定撤销东北行政委员会，东北行政区所辖各省市改为中央直辖。

## 行政区划
1954年建制撤销前，东北行政区管辖7个直辖市、6个省（括注省会）。
- 直辖市：沈阳市、旅大市、鞍山市、抚顺市、本溪市、长春市、哈尔滨市
- 省：辽东省（安东市）、辽西省（锦州市）、吉林省（吉林市）、松江省（牡丹江市）、黑龙江省（齐齐哈尔市）、热河省（承德市）